# Дельфин Гектора
Дельфин Гектора (лат. Cephalorhynchus hectori) — вид дельфина, обитающий только у берегов Новой Зеландии. Длина — примерно 1,4 м.
По данным Международного союза охраны природы по состоянию на 2023 год, вымирающий вид. Согласно ряду исследований начала 2000-годов, популяция Южного острова насчитывает около 7270 особей, а Северного — около 111. Популяции генетически отличаются, что необычно для настолько близких географически популяций морских млекопитающих.

## Название
Назван в честь сэра Джеймса Гектора (1834–1907) — куратора музея в Веллингтоне и первооткрывателя вида. Впервые описан должным образом вид был в 1881 году бельгийским зоологом Пьером Жозефом ван Бенеденом.

## Подвиды
Cephalorhynchus hectori maui — подвид дельфина Гектора (живёт у Северного острова). Находится на грани вымирания — по данным исследований 2000-х годов, осталось всего около 110 особей.
Маори называют дельфинов Гектора Tutumairekurai, Tupoupou или Popoto.